# Максимівка (Полтавський район)
Макси́мівка — село в Україні, у Карлівській міській громаді Полтавського району Полтавської області. Населення становить 817 осіб. До 2020 орган місцевого самоврядування — Максимівська сільська рада.

## Географія
Село Максимівка знаходиться на березі річки Тагамлик, вище за течією на відстані 1 км розташовані села Володимирівка та Павлівщина, нижче за течією на відстані 6 км розташоване село Кошманівка. Річка в цьому місці пересихає, на ній зроблено кілька загат. Через село проходить автомобільна дорога Т 1722.

## Історія
12 червня 2020 року, відповідно до розпорядження Кабінету Міністрів України № 721-р «Про визначення адміністративних центрів та затвердження територій територіальних громад Полтавської області», село увійшло до складу Карлівської міської громади.
19 липня 2020 року, в результаті адміністративно - територіальної реформи та ліквідації Карлівського району, село увійшло до складу новоутвореного Полтавського району Полтавської області.

## Економіка
- «Вітчизна», сільськогосподарське ТОВ.

" Світоч", ТОВ

## Об'єкти соціальної сфери
- Школа.
- Амбулаторія загальної сімейної медицини

## Особистості
- Багмет Андрій Євгенович (1887–1966) — український фольклорист, письменник та лексикограф, педагог.
- Григоренко Євген Сергійович (1994—2022) — сержант Збройних Сил України, учасник російсько-української війни.
- Ротань Петро Миколайович (1956) — радянський футболіст, півзахисник.